# 高雄市交響樂團
高雄市交響樂團 （英語：Kaohsiung Symphony Orchestra，簡記為KSO），簡稱高市交，是高雄市政府以基金會形式所管理的交響樂團。附設於財團法人高雄市愛樂文化藝術基金會。總部位於高雄市鳳山區的大東文化藝術中心。

## 歷史
高雄市交響樂團前身為1981年所創立的「高雄市管絃樂團」。在1986年時，曾聘請亨利·梅哲擔任指揮，並在1991年時改名為「高雄市實驗交響樂團」。到了1993年，指揮改由蕭邦享擔任，他也在1996年至1999年間擔任代理團長。1999年時，團長改為陳樹熙。
2000年高雄市音樂館完成後，高市交成為駐館樂團，並且再改名為「高雄市交響樂團」。2001年時樂團成立「財團法人高雄市交響樂團文化藝術教育基金會」，以基金會形式管理樂團。
2003年，高市交成立了附設打擊樂團。至2004年，再成立長笛合奏團、青少年管絃樂團與青年管樂團三個附設樂團。至2007年經遴選，團長改由朱宏昌出任。2009年時，原基金會改名為「財團法人高雄市愛樂文化藝術基金會」，並由文化局長史哲任董事長。
2010年，指揮蕭邦享約滿離任。2011年，聘任小提琴家楊智欽擔任駐團指揮，其於2023年離任。指揮家吳曜宇獲聘擔任該團駐團指揮，於12月始任。

## 人物
- 駐團指揮：吳曜宇

### 樂團成員
★：樂團首席  ◎：樂團副首席  ◇：樂團助理首席  ▲：分部首席  △：代理分部首席  ■： 樂季團員
樂團首席
葉翹任 張恆碩
樂團副首席
郭洹佐
| 第一小提琴 李純欣 郭洹佐 范翔硯 蔡宗言 陳冠甫 蔡依芸 陳人瑋 ■ 第二小提琴 陳思圻 ▲ 熊書宜 黃俊翰 張瓊紋 陳麗薰 黃郁盛 陳傑思 葉家銘 ■ 中提琴 蕭寶羚 ▲ 陳曉芸 王弈萱 尤媛 林楷訓 ■ 陶泓憬 ■ 大提琴 林采霈 ▲ 劉彥廷 陳怡靜 林威廷 李若溦 莊名媛 ■ 低音提琴 阮晉志 ▲ 趙紋孜 汪育萱 曾兆瑒 ■ | 長笛 林文苑 ▲ 葉瓊婷 吳建慧 雙簧管 王慧雯 ▲ 鄭化欣 豎笛 莊維霖 ▲ 韓健峰 低音管 劉君儀 ▲ 施孟昕 法國號 陳冠豪 ▲ 薛程元 黃姿菁 傅宗琦 賴衍學 |  | 小號 唐大衛 ▲ 陳鏡元 蘇勤硯 ■ 長號 田智升 ▲ 鄭詔駿 林禹慈 ■ 低音號 澤村隼 定音鼓 陳又誠 ▲ 打擊 洪瑞辰 豎琴 管伊文 ■ |

編註：本表更新至205年樂季為止

## 附設樂團
- 附設青年管樂團
- 附設青少年交響樂團
- 附設打擊樂團
- 附設長笛合奏團

## 外部連結
- 官方網站
- 成員列表
- 高雄市交響樂團的Facebook專頁